# Frank Wetter
Frank Wetter (* 16. August 1959) ist ein ehemaliger deutscher Handballspieler.
Der als Bundeswehr-Offizier beruflich tätige Wetter spielte zwei Jahre als Rechtsaußen beim Regionalligisten HSG Hamburg, den er 1984 verließ und zum THW Kiel in die Handball-Bundesliga wechselte. Für den THW bestritt Wetter bis 1989 107 Bundesliga-Spiele, in denen er 138 Tore erzielte.